# Лещановское сельское поселение
Лещановское сельское поселение — упразднённое муниципальное образование в Воробьёвском районе Воронежской области.
Административный центр — село Лещаное.

## История
Законом Воронежской области от 2 марта 2015 года № 18-ОЗ, Воробьёвское, Руднянское и Лещановское сельские поселения объединены во вновь образованное муниципальное образование — Воробьёвское сельское поселение с административным центром в селе Воробьёвка.

## Административное деление
Состав поселения:
- село Лещаное.